# Orologio binario
Un orologio binario è un orologio che mostra il tempo in formato binario. Precisamente mostra ogni valore del tempo sessagesimale in binario. Molti orologi binari sono digitali, tuttavia ne esistono versioni analogiche.

## Notazione BCD
Nel 2005, l'orologio binario più venduto è stato quello di ThinkGeek, noto sito di gadget informatici, che è dotato di sei colonne di LED che rappresentano gli zero e gli uno. Ogni colonna rappresenta un numero decimale, in un formato chiamato binary-coded decimal (BCD). L'ultima riga di ogni colonna rappresenta l'1 (o il 20), e ogni riga superiore rappresenta la potenza superiore di 2, fino a 23 (o a 8). Per leggere ogni singola cifra dell'ora, bisogna aggiungere il valore corrispondente di ogni LED acceso da sinistra a destra. Nelle prime due colonne si possono leggere le ore, nelle successive due i minuti, le ultime due rappresentano i secondi. Poiché i valori uguali a zero non vengono illuminati, questo orologio non funziona al buio.

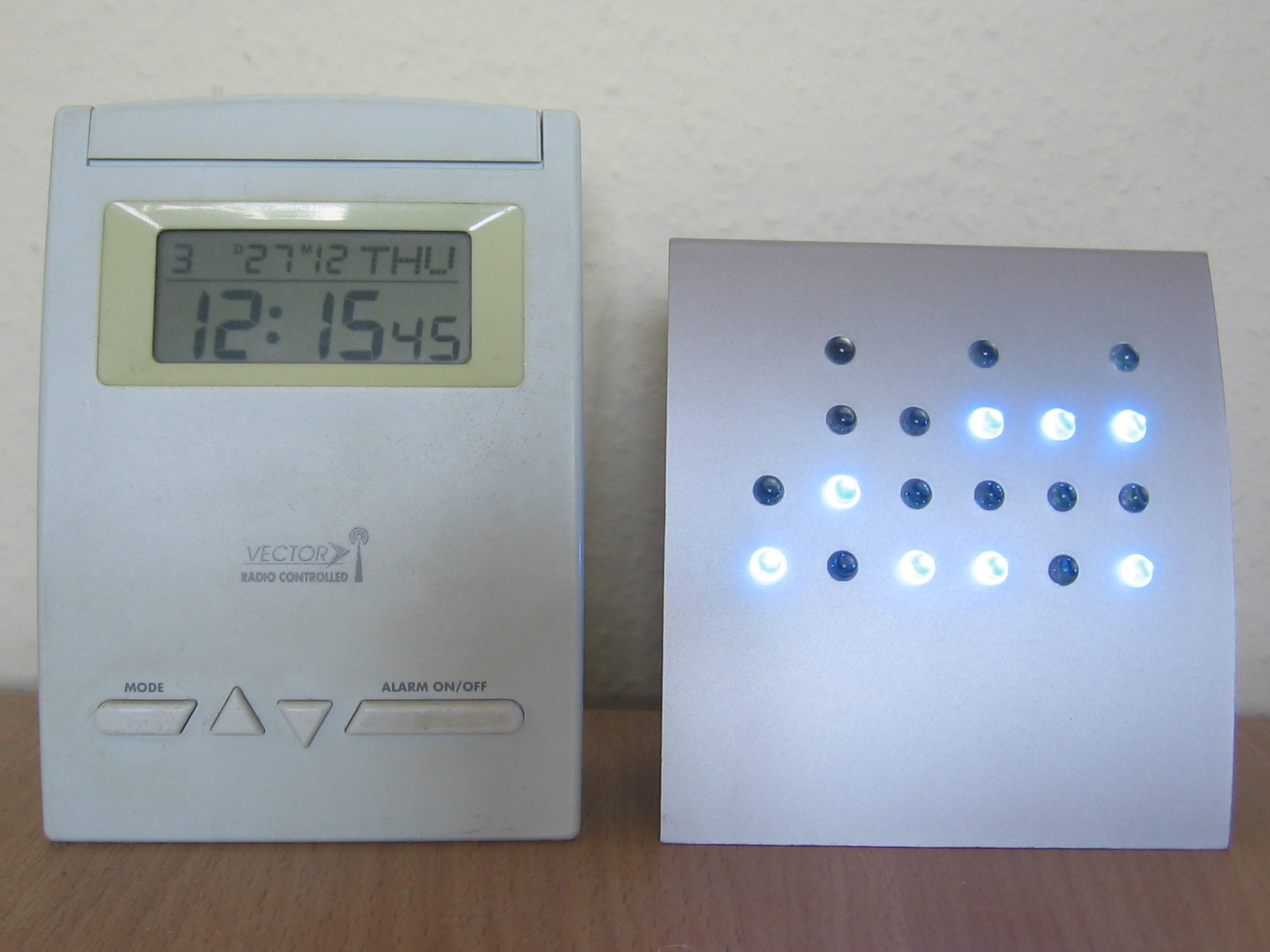
Un orologio a sette segmenti e uno con notazione BCD

Per leggere un orologio binario BCD si deve sommare il valore di ogni colonna di LED fino ad avere 6 cifre decimali. Dividendo le sei cifre a gruppi di due il risultato sarà diviso in ore, minuti e secondi.
Esempio di notazione BCD:
```
        Ore      Minuti    Secondi
      -------   -------    -------
       da   u    da   u     da   u
   8 |      0         0          1
   4 |      0     0   1      1   0
   2 |  0   0     1   1      0   0
   1 |  1   0     1   1      0   1

decimale:  10    :   37    :    49
```

Nota: "da" sta per decine e "u" per unità.

## Notazione binaria pura

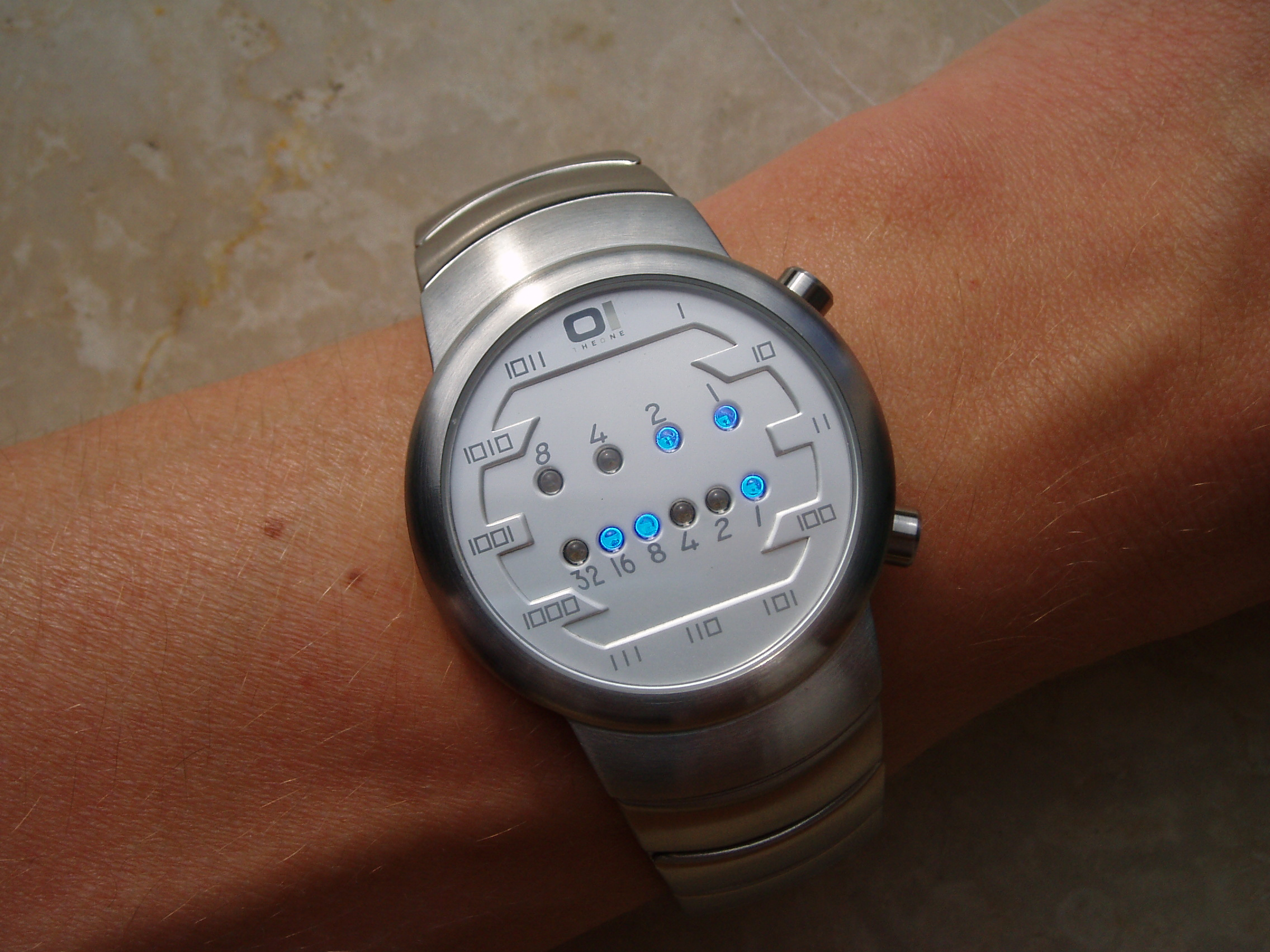
Orologio da polso con notazione binaria pura, che segna le 3:25

Uno dei più completi formati per orologi binari usa solo tre numeri binari per il tempo (un numero per le ore, uno per i minuti, e uno per i secondi), invece di sei numeri come l'orologio binario BCD.
Esempio di notazione binaria pura:
```
           Ore      Minuti    Secondi
         -------   -------    -------
    32 |              1          1
    16 |    0         0          1
     8 |    1         0          0
     4 |    0         1          0
     2 |    1         0          0
     1 |    0         1          1

decimale:  10    :   37    :    49
```

## Altre notazioni
Esistono metodi per la visualizzazione del tempo che adottano notazioni differenti dalle precedenti, tra le quali si segnala il sistema temporale esadecimale, in cui vengono impiegate le potenze di 2 anche per i rapporti tra le stesse unità di misura temporali, liberando il paradigma ore/minuti/secondi dai valori 24/60/60.
In sostituzione di questo, il sistema temporale esadecimale propone 24 come rapporto fisso tra le varie unità di misura.